# فرودگاه فایتی
فرودگاه فایتی (به انگلیسی: Fayette Regional Air Center) یک فرودگاه همگانی بهره‌برداری هوایی است که یک باند فرود آسفالت دارد و طول باند آن ۱۵۲۴ متر است. این فرودگاه در شهر لا گرانج، تگزاس کشور ایالات متحده آمریکا قرار دارد و در ارتفاع ۹۹ متری از سطح دریا واقع شده است.